# Anders Kråik
Lars Anders Risto Kråik, född 13 september 1959 i Åsarne församling, Jämtlands län, är en svensk samisk politiker.

## Biografi
Anders Kråik föddes 1959 i Malå församling. Han blev 2021 ordförande för partiet Samerna.
Han är sedan 2005 ledamot i Sametinget för partiet Samerna.